# اللغة الزولوية
الزولو أو الإيسيزولو هي لغة لديها 12 ملايين متحدث، معظمهم يعيشون في جنوب أفريقيا. الزولو هي اللغة الأم الأكثر انتشارًا في جنوب إفريقيا (24 ٪ من السكان)، ويفهمها أكثر من 50 ٪ من سكانها. أصبحت واحدة من 11 لغة رسمية في جنوب إفريقيا في عام 1994.
أخذ السكان المهاجرون من الزولو إلى المناطق المجاورة، خاصة زيمبابوي، حيث ترتبط لغة شمال نديبيلي (isiNdebele) ارتباطًا وثيقًا بلغة الزولو.
غالبًا ما تعتبر لغة الزوسا، اللغة السائدة في الكاب الشرقية، مفهومة بشكل متبادل مع الزولو ، مثل شمال نديبيلي.
يسرد ماهو (2009) أربع لهجات: وسط كوازولو ناتال زولو، شمال ترانسفال زولو، قوابي الساحلي الشرقي، وغربي ساحلي غربي.